# معركة الرفراف
'معركة الرفراڤ هي من المعارك التي جرت في ولاية برج بوعريريج، بين جيش التحرير الوطني الجزائري وجيش الاستعمار الفرنسي.

## سبب
بسبب وشاية من أحد العملاء بمكان تواجد مجموعة من مجاهدي جيش التحرير الوطني الجزائري، حيث تحصن حوالي خمسة وسبعون مجاهدا في جبال قرية أولاد عباس في منطقة الرفراف الجبلية. فقبل اندلاع المعركة بيومين مر العقيد عميروش بالمنطقة فأصبحت تترصد تحركات الثوار من خلال الاستعانة بالوشاة، أين شنت مواجهات مع الثوار وقامت بعمليات تمشيط وتطويق واسعة للمنطقة كانت فاشلة بحكم معرفة الثوار للمنطقة وتضاريسها الجبلية الوعرة، إلى أن تجمع الثوار بالمنطقة قبل مجيء العقيد عميروش لتأمين مساره وتسهيل مهمة المجموعة التي كان يقودها في العبور نحو جبال المعاضيد ومنها إلى جبال بوطالب، بينما كان في مهمة التنقل إلى تونس لجلب السلاح، ربيع سنة 1959

## المعركة
حشد جيش الاستعمار الفرنسي قوة كبيرة حيث داهمت القرية وهدمت عدد كبير من المنازل ثم بدا القصف المدفعي لمواقع المجاهدين لتليه غارات جوية استعملت فيها الطائرات غازات خانقة وحارقة (النابلم)
واستمرت المعركة بين قصف وغارت جوية تليها عملية تقدم لقوات العدو أكثر من 12ساعة دون ان يتمكن من تحقيق هدفه وقد واصل المجاهدين المعركة طوال اليوم ببسالة
وبحلول الظلام انسحب المجاهدين من مواقعهم دون اصابات بليغة باستثناء اصابة خفيفة للمسؤول السياسي.
وحاولت فرنسا بكل الطرق القضاء على المجاهدين إلا أنها عجزت وقد حاصروا المجاهدين لعدة أيام ولكن دون جدوى نظرا لصعوبة المنطقة وقلة معرفة الجنود الفرنسيين لها وبعد ذلك قررت فرنسا قصف المنطقة بغاز نابالم المحرم دوليا فقضت على كل المجاهدين خنقا بالغاز ونجى ثلاثة مجاهدين فقط وما زالوا حتى يومنا هذا يعانون من مضاعفات الغاز السام من أمراض كالحساسية أو ما يعرف بأرجية وصعوبة التنفس أو الربو.

## وصلات خارجية
- معركة الرفراف، الدريعات برج بوعريريج